# فوندو سوبيرانو دي أنجولا
فوندو سوبيرانو دي أنجولا (FSDEA) هو صندوق الثروة السيادي لأنجولا . وعضو في المنتدى الدولي لصناديق الثروة السيادية، وبالتالي فقد اشتركت في مبادئ سانتياغو بشأن أفضل الممارسات في إدارة صناديق الثروة السيادية. يهدف الصندوق إلى لعب دور مهم في تعزيز التنمية الاجتماعية والاقتصادية في أنغولا وتوليد الثروة لشعبها. تم تصنيف الصندوق من قِبل (SWFI) في فبراير 2015 بتصنيف 8 من أصل 10.

## روابط خارجية
- الموقع الرسمي